# Thecla exiguus
Thecla exiguus är en fjärilsart som beskrevs av Druce 1907. Thecla exiguus ingår i släktet Thecla och familjen juvelvingar. Inga underarter finns listade i Catalogue of Life.